# Parafia Przemienienia Pańskiego w Białotarsku
Parafia Przemienienia Pańskiego w Białotarsku – parafia rzymskokatolicka, znajdująca się w diecezji włocławskiej, w dekanacie kowalskim. 

## Duszpasterze[2]

### Proboszczowie
- Piotr – 1325
- Paweł – 1412
- Tomasz Zakrzewski – 1577
- diak. Wojciech Sierakowski – 1583–1599 (nie rezydował w parafii)
- ks. Mateusz (lub Maciej) z Siedlec – rezydent wikariusz
- ks. Maciej Żółtowski – 1639–1647
- ks. Jan Domaradzki – 1639–1647
- ks. Szymon Kuliński – 1703–1711
- ks. Wawrzyniec Gumiński – 1719–1725
- ks. Walenty Modrzeński – 1777
- ks. Jan Miszewski – 1777–1811
- ks. Konstanty (lub Jan) Nadratowski – 1815–1839
- ks. Franciszek Włodkowski – 1840–1848
- ks. Bartłomiej Pryliński – 1848–1886
- ks. Władysław Górzyński – 1887–1897
- ks. Aleksander Dmochowski – 1897–1903
- ks. Antoni Kozłowski – 1903–1906
- ks. Marian Jankowski – 1906–1920
- ks. Marian Chwiłowicz – 1920–1921
- ks. Antoni Kobrzyski – 1921–1922
- ks. Grzegorz Domański – 1922–1930
- ks. Józef Markowski – 1930–1932
- ks. Jan Godlewski – 1932
- ks. Stanisław Kowalski – 1932–1934
- ks. Ignacy Bronszewski – 1934–1939 i 1945–1959
- ks. Bolesław Murawski – 1959–1967
- ks. Jan Fortuna – 1967–1969
- ks. Wacław Majewski – 1969–1990
- ks. Leszek Rybka – 1990–1996
- ks. Ryszard Kolibski – 1996–2000
- ks. Krzysztof Czyżak – 2000–2004
- ks. Piotr Paweł Obolewski –  2004–

### Wikariusze
- ks. Stanisław Dobies – 1954–1955
- ks. Kazimierz Szafrański – 1955–1956
- ks. Bogumił Gańczak – 1956
- ks. Ryszard Tuzin – 1956–1957
- ks. Henryk Poświata – 1957–1958
- ks. Klemens Nowakowski – 1958–1959
- ks. Stanisław Wilusz – 1959–1962
- ks. Zenon Banasiak – 1962–1963
- ks. Stefan Kaczmarek – 1963–1964
- ks. Jan Talaska – 1964–1965
- ks. Józef Dusiński – 1965–1966
- ks. Jan Krawczyk – 1966–1968
- ks. Włodzimierz Toboła – 1968–1969
- ks. Eugeniusz Twardowski – 1969–1970
- ks. Stefan Kaczmarek – 1970–1972
- ks. Andrzej Minko – 1995–1996
- ks. Wiesław Mrówczyński – 1996–1997
- ks. Andrzej Prokopowicz – 1997–1998
- ks. Sławomir Grabiszewski – 1999–2000
- ks. Idzi Piasecki – 2001–2002
- ks. Marek Stefański – 2002–2003

## Kościoły
- kościół parafialny: Kościół Przemienienia Pańskiego w Białotarsku